# Edward Livingston Youmans

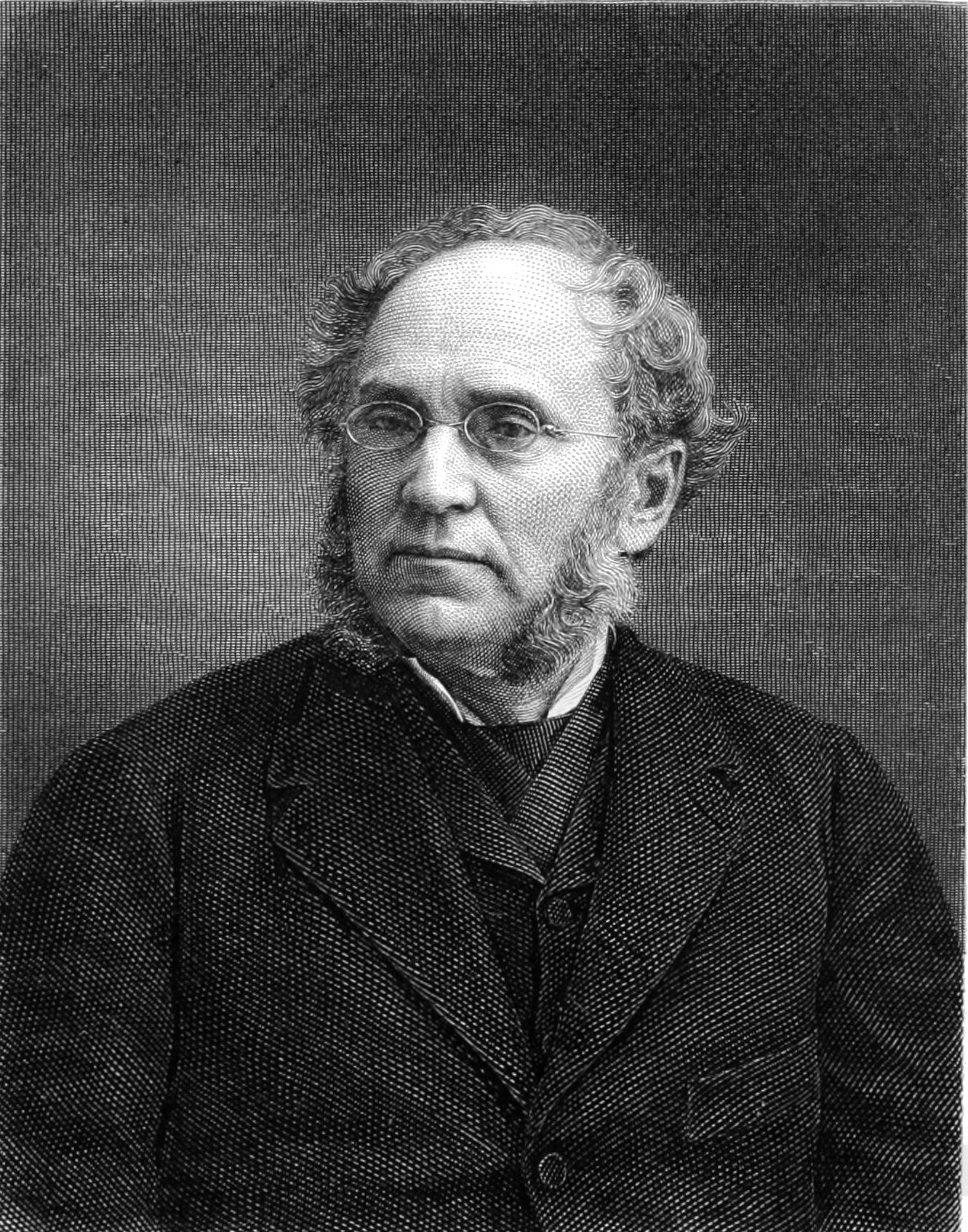
Edward Livingston Youmans

Edward Livingston Youmans (* 3. Juni 1821 in Coeymans, Albany County (New York); † 18. Januar 1887 in New York) war ein US-amerikanischer Autor und Herausgeber populärwissenschaftlicher Literatur.

## Leben

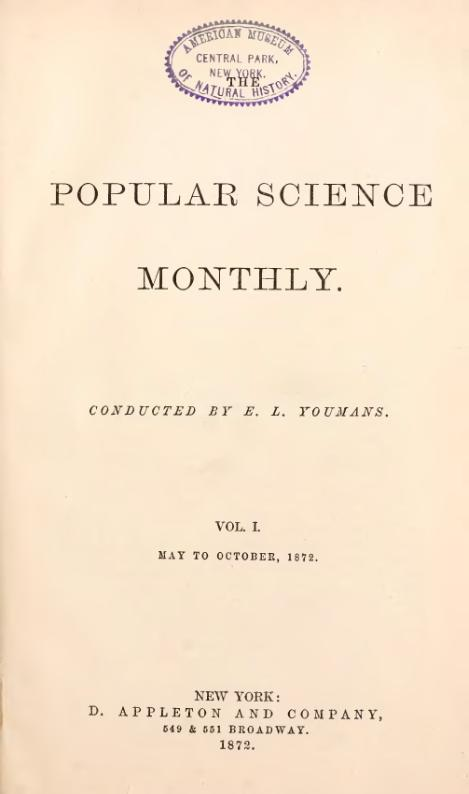
Popular Science Monthly anno 1872

Edward – der Sohn des Bauern und Schlossers Vincent Youmans und dessen Ehefrau, der Lehrerin Catherine Youmans, geborene Scofield – wuchs im Saratoga County auf und besuchte dort die Grundschule. Fortschreitender Erblindung wegen übersiedelte er 1840 zur ärztlichen Behandlung nach New York City. Bei einer Quäkerfamilie untergekommen, machte er die Bekanntschaft von Horace Greeley, Walt Whitman und William Henry Appleton (1814–1899). Den fast Erblindeten unterstützte seine Schwester Eliza Ann Youmans (1826–1914) ab 1845 beim Studium der Chemie, Agrochemie, Physik und Medizin. Das Medizinstudium schloss Edward Youmans an der University of Vermont als Doktor der Medizin ab.
Im Rahmen der US-Erwachsenen- und Weiterbildung, damals in den Vereinigten Staaten Lyceum movement genannt, bereiste Youmans in den Jahren 1852 bis 1869 sein Heimatland und trug populär über Themen aus der Physik und Chemie vor. Beeinflusst von dem Evolutionstheoretiker Herbert Spencer brachte er 1871 die International Scientific Series heraus. In aller Welt, also in New York, London, Paris, Leipzig, St. Petersburg und Mailand, wurden Arbeiten zum Thema Wissenschaft versus Religion aus der Sicht des Darwinismus veröffentlicht. Edward Youmans gründete 1872 die Monatszeitschrift Popular Science Monthly  und blieb bis zu seinem Lebensende ihr Herausgeber. Zu den Autoren der Zeitschrift zählten nach ihrer Gründung gegen Ende des 19. Jahrhunderts Charles Darwin, Thomas Henry Huxley, Louis Pasteur, Henry Ward Beecher, Charles Sanders Peirce, William James, Thomas Edison, John Dewey und James McKeen Cattell.

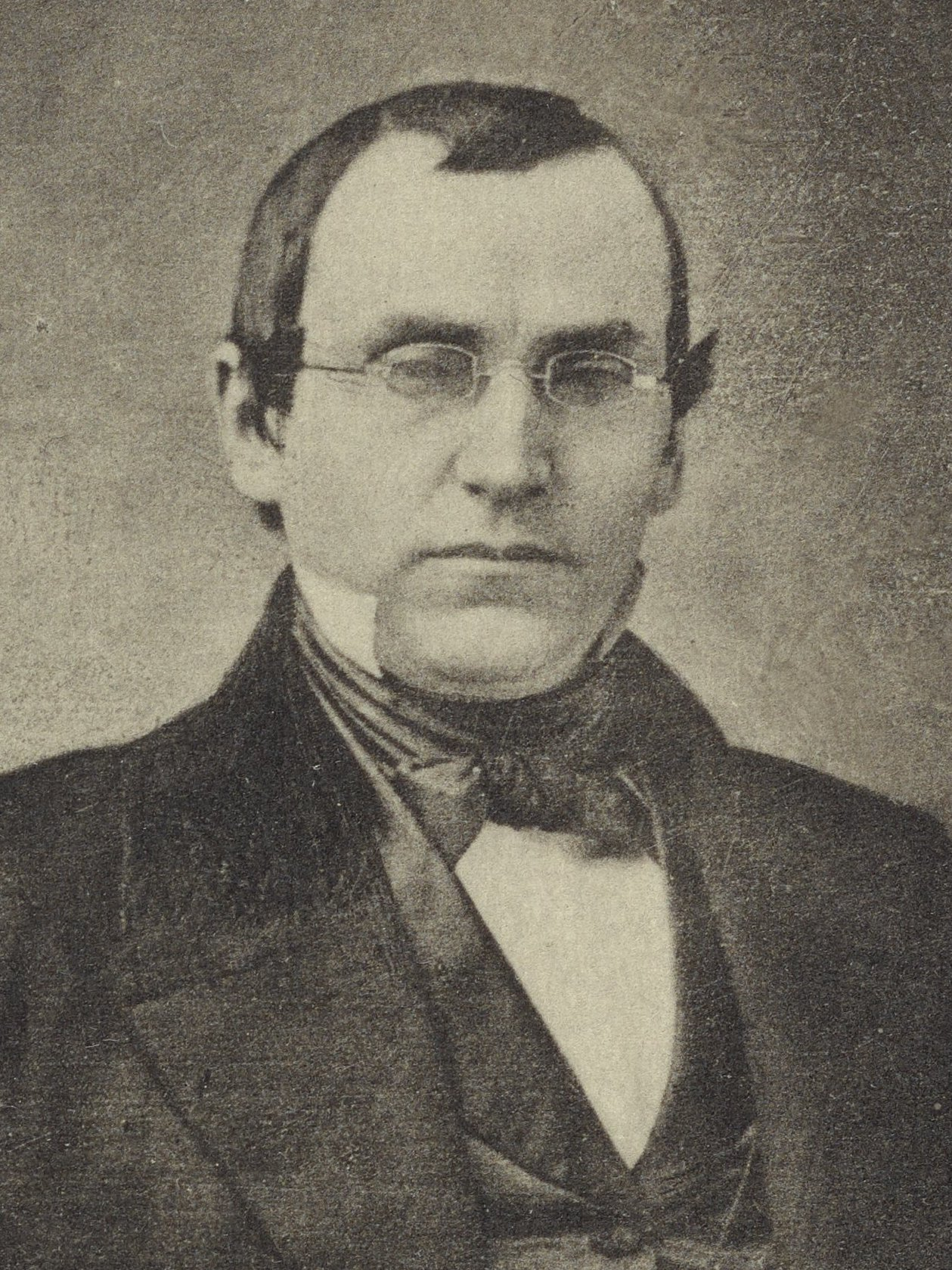
Edward Livingston Youmans, 1851

Am 4. November 1861 heiratete Edward Youmans die Witwe Catherine Newton Lee (1819–1894). Die Ehe blieb kinderlos.

## Werke (Auswahl)
- 1851: A class-book of chemistry
- 1853: Alcohol and the Constitution of Man
- 1856: Chemical atlas, or, The chemistry of familiar objects
- 1857: The hand-book of household science
- 1865: The correlation and conservation of forces
- 1867: The culture demanded by modern life
- 1883: Herbert Spencer on the Americans and the Americans on Herbert Spencer

## Nachweise
1. ↑  siehe auch Lyceum movement
2. ↑  International Scientific Series

| Personendaten    | Personendaten                                                               |
| ---------------- | --------------------------------------------------------------------------- |
| NAME             | Youmans, Edward Livingston                                                  |
| ALTERNATIVNAMEN  | Youmans, Edward L.                                                          |
| KURZBESCHREIBUNG | US-amerikanischer Autor und Herausgeber populärwissenschaftlicher Literatur |
| GEBURTSDATUM     | 3. Juni 1821                                                                |
| GEBURTSORT       | Coeymans, Albany County (New York)                                          |
| STERBEDATUM      | 18. Januar 1887                                                             |
| STERBEORT        | New York                                                                    |